# Henares
Der Río Henares ist ein von Nordosten nach Südwesten fließender Fluss in Zentralspanien (Provinz Guadalajara und Autonome Gemeinschaft Madrid); er ist ein Zufluss des Río Jarama.

## Name
Sein Name leitet sich wahrscheinlich aus dem spanischen Wort henar ab, was so viel wie „Heufeld“ bedeutet, denn ursprünglich wurde entlang seiner Ufer viel landwirtschaftlicher Anbau (Getreide, Heu) betrieben. 

## Verlauf

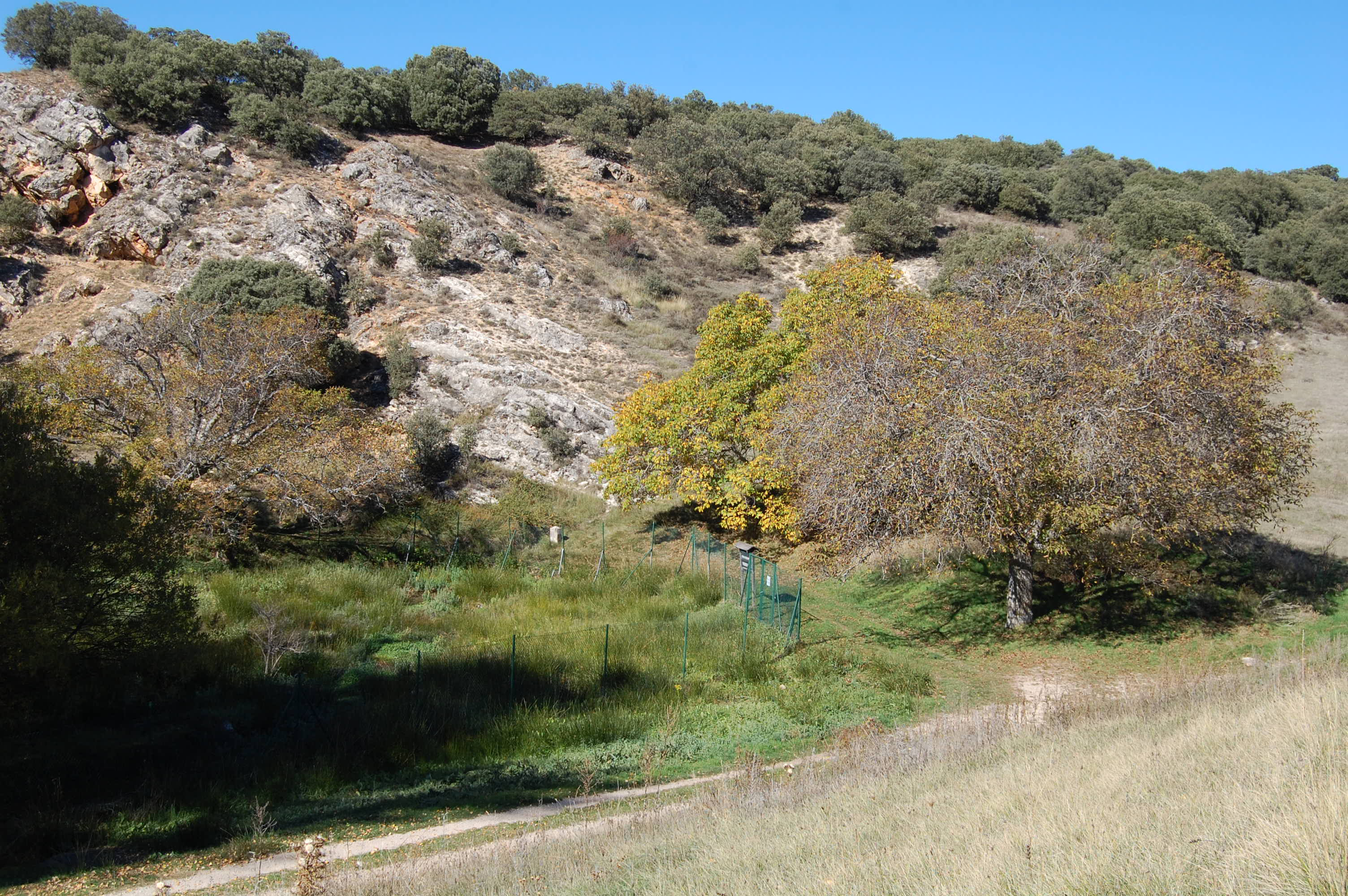
Quelle des Flusses Henares.

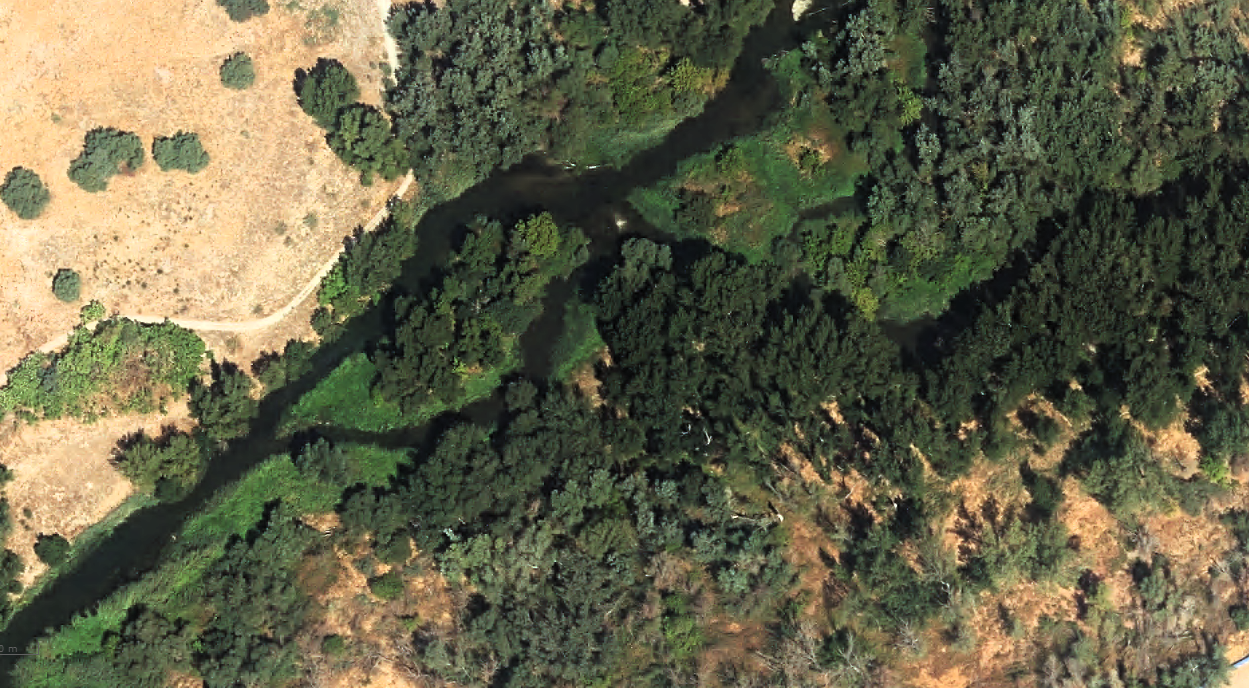
Mündung in den Jarama River.

Der Río Henares entspringt im Gebirge Sierra Ministra, in der Nähe des Ortes Sigüenza, in der Provinz Guadalajara. Er fließt konstant in südwestliche Richtung vorbei an den Orten Jadraque und Humanes; später fließt er durch die Städte Guadalajara und Alcalá de Henares und mündet schließlich etwa 15 km (Luftlinie) östlich von Madrid auf dem Gebiet der Gemeinde (municipio) Mejorada del Campo in den Río Jarama.

## Orte
Die wichtigsten Orte am Río Henares sind: 
Provinz GuadalajaraSigüenza, Jadraque, Espinosa de Henares, Guadalajara
Autonome Gemeinschaft MadridAlcalá de Henares

## Nebenflüsse
| links - Río Dulce - Río Badiel | rechts - Río Salado - Río Cañamares - Río Bornova - Río Sorbe - Río Torote |

Der Río Henares ist nicht gestaut.

## Sehenswürdigkeiten
Die romanisch-gotische Kathedrale von Sigüenza ist eine der bedeutendsten Sehenswürdigkeiten in der Provinz Guadalajara. Die Kleinstadt Jadraque liegt am Camino del Cid und wird von einer Burg (castillo) überragt; die Großstadt Alcalá de Henares ist eine alte Universitätsstadt und möglicherweise auch die Geburtsstadt von Miguel de Cervantes, dem Dichter des Don Quijote.